# Adventure of the Seas
La Adventure of the Seas è la terza nave da crociera della classe Voyager di proprietà della Royal Caribbean International che non può transitare dal Canale di Panama.
È stata costruita da Finnyards Aker Yards a Turku, in Finlandia e completata nel 2001. Dal 2001, ha navigato per lo più nei Caraibi del Sud, partendo
settimanalmente dal porto di San Juan a Puerto Rico.